# Cladosictis
Cladosictis és un gènere de marsupials prehistòrics de la família dels borhiènids que existiren a Sud-amèrica en l'Oligocè i el Miocè. S'assemblava a les llúdries i feia uns vuitanta centímetres de longitud.